# Ronde van Italië 2024/Tweede etappe
De tweede etappe van de Ronde van Italië 2024 vond plaats op 5 mei. Deze etappe werd gewonnen door Tadej Pogačar die hiermee zijn eerste ritsucces boekte in de Ronde van Italië. Tevens nam Pogačar de leiderstrui over van de Colombiaan Daniel Felipe Martínez.

## Koersverloop
De vroege vlucht van deze etappe bestond uit vijf Italiaanse renners: Davide Bais, Filippo Fiorelli, Martin Marcellusi, Andrea Piccolo en Christian Scaroni. Op 6,5 kilometer voor de finish werd Andrea Piccolo als laatste renner ingerekend door het peloton. De slotklim van deze etappe was de Santuario di Oropa, Tom Dumoulin was de laatste renner die hier zegevierde. Het was de ploeg van Pogačar die nu in 2024 koers maakte, dit zorgde ervoor dat veel renners moesten afhaken uit het peloton. Ondanks een valpartij van de Sloveen net voordat de klim begon was hij de sterkste in deze klim en zegevierde zodoende voor de eerste maal in zijn carrière in de Giro.

## Uitslagen
| San Francesco al Campo - Santuario di Oropa (161 km) |                        |                            |          |
| Plaats                                               | Naam                   | Ploeg                      | tijd     |
| Winnaar                                              | Tadej Pogačar          | UAE Team Emirates          | 3u54'20" |
| 2                                                    | Daniel Felipe Martínez | BORA-hansgrohe             | + 27"    |
| 3                                                    | Geraint Thomas         | INEOS Grenadiers           | z.t.     |
| 4                                                    | Lorenzo Fortunato      | Astana Qazaqstan Team      | z.t.     |
| 5                                                    | Florian Lipowitz       | BORA-hansgrohe             | z.t.     |
| 6                                                    | Michael Storer         | Tudor Pro Cycling Team     | z.t.     |
| 7                                                    | Cian Uijtdebroeks      | Team Visma \| Lease a Bike | z.t.     |
| 8                                                    | Einer Rubio            | Movistar Team              | z.t.     |
| 9                                                    | Juan Pedro López       | Lidl-Trek                  | z.t.     |
| 10                                                   | Jan Hirt               | Soudal Quick-Step          | z.t.     |
|                                                      |                        |                            |          |
| 24                                                   | Thymen Arensman        | INEOS Grenadiers           | + 1'36"  |

| Algemeen klassement |                        |                            |          |
| Plaats              | Naam                   | Ploeg                      | Tijd     |
| Roze trui           | Tadej Pogačar          | UAE Team Emirates          | 7u08'29" |
| 2                   | Geraint Thomas         | INEOS Grenadiers           | + 45"    |
| 3                   | Daniel Felipe Martínez | BORA-Hansgrohe             | z.t.     |
| 4                   | Cian Uijtdebroeks      | Team Visma \| Lease a Bike | + 54"    |
| 5                   | Einer Rubio            | Movistar Team              | z.t.     |
| 6                   | Lorenzo Fortunato      | Astana Qazaqstan Team      | + 1'05"  |
| 7                   | Juan Pedro López       | Lidl-Trek                  | + 1'09"  |
| 8                   | Jan Hirt               | Soudal Quick-Step          | + 1'11"  |
| 9                   | Esteban Chaves         | EF Education-EasyPost      | + 1'24"  |
| 10                  | Aleksej Loetsenko      | Astana Qazaqstan Team      | z.t.     |
|                     |                        |                            |          |
| 33                  | Thymen Arensman        | INEOS Grenadiers           | + 4'07"  |

## Opgaven
Er is deze etappe een opgaven gemeld.
Niet gestart
Robert Gesink (Team Visma | Lease a Bike)
1e etappe ·
2e etappe ·
3e etappe ·
4e etappe ·
5e etappe ·
6e etappe ·
7e etappe ·
8e etappe ·
9e etappe ·
10e etappe ·
11e etappe ·
12e etappe ·
13e etappe ·
14e etappe ·
15e etappe ·
16e etappe ·
17e etappe ·
18e etappe ·
19e etappe ·
20e etappe ·
21e etappe
Startlijst · Eindstanden · Afbeeldingen